# Данилевич, Владимир Петрович
Владимир Петрович Данилевич (4 сентября 1924 — 9 октября 2001) — советский и российский режиссёр-мультипликатор, художник-мультипликатор, сценарист, художник.

## Биография
Родился 4 сентября 1924 года в Москве.
В 1947 году окончил курсы художников-мультипликаторов при киностудии «Союзмультфильм» и тогда же начал работать на студии художником, художником-мультипликатором, с 1957 года — режиссёром-мультипликатором. На первом этапе режиссёрской деятельности Владимир Данилевич сотрудничал с мэтром отечественной мультипликации Иваном Петровичем Ивановым-Вано. В творческом содружестве созданы фильмы: «Левша» (полнометражный), «Как один мужик двух генералов прокормил», «Поди туда, не знаю куда» (полнометражный), «Легенда о злом великане», «Аве Мария».
С 1968 года режиссёр работал в области объёмно-кукольной мультипликации, которая в то время достигла высокого художественного уровня.
Результатом плодотворной совместной деятельности с Владимиром Дегтярёвым стали фильмы «Сказка о Снегурочке» и «В гостях у гномов».
Умер 9 октября 2001 года. Похоронен на кладбище села Покровское (Дмитровский муниципальный округ, Московская область).

## Награды
- 1964 — VII Международный фестиваль документальных и к/м фильмов в Лейпциге — Почётный диплом в категории анимационных фильмов — мультфильм «Левша».

## Фильмография

### Режиссёр
- 1957 Сказка о Снегурочке
- 1961 Три пингвина
- 1964 Левша
- 1965 Как один мужик двух генералов прокормил
- 1966 Поди туда, не знаю куда
- 1967 Легенда о злом великане
- 1967 Молоко (по заказу Росторгрекламы)[3]
- 1968 Белая шкурка
- 1968 Масло масленое (по заказу Росторгрекламы)[4]
- 1969 Пластилиновый ёжик
- 1970 Приключения Огуречика
- 1970 Приходите к нам работать (по заказу Росторгрекламы)[5]
- 1971 Мальчик и мячик
- 1971 Случай на даче[6]
- 1972 Аве Мария
- 1973 Мы пассажиры
- 1973 Зажигалка (по заказу Росторгрекламы)[7]
- 1973 Пенолатексные игрушки (по заказу Союзторгрекламы)[5]
- 1973 Гонки по правилам[5]
- 1974 Карусельный лев
- 1974 Похождения Чичикова. Манилов
- 1974 Похождения Чичикова. Ноздрёв
- 1975 В гостях у гномов
- 1976 Как дед великое равновесие нарушил
- 1976 Сказка дедушки Ай-По
- 1977 Одна лошадка белая
- 1977 Солнышко на нитке
- 1978 Вагончик
- 1979 Домашний цирк
- 1979 Жёлтый слон
- 1980 Шарик-фонарик
- 1981 Поросёнок в колючей шубке
- 1982 Дедушкин бинокль
- 1983 Хвастливый мышонок
- 1984 Как щенок учился плавать
- 1985 Рыжая кошка
- 1986 Мышонок и красное солнышко
- 1987 Щенок и старая тапочка
- 1988 Мы идём искать
- 1989 Пришелец в капусте
- 1990 Пришелец Ванюша
- 1991 Ванюша и космический пират
- 1993 Ванюша и великан
- 1993 Осенняя встреча

### Сценарист
- 1993 Осенняя встреча

### Художник-постановщик
- 1955 Упрямое тесто
- 1956 Чудесный колодец
- 1957 Сказка о Снегурочке
- 1958 Краса ненаглядная
- 1959 Вернулся служивый домой
- 1959 Пересолил
- 1960 Конец Чёрной топи
- 1962 Кто сказал «мяу»?

### Художник-мультипликатор
- 1949 «Гуси-лебеди»
- 1949 «Мистер Уолк»
- 1949 «Сказка старого дуба»
- 1949 «Часовые полей»
- 1949 «Чудесный колокольчик»
- 1950 «Дедушка и внучек»
- 1950 «Дудочка и кувшинчик»
- 1950 «Жёлтый аист»
- 1950 «Кто первый?»
- 1951 «Высокая горка»
- 1951 «Друзья товарищи»
- 1952 «Валидуб»
- 1952 «Сармико»
- 1952 «Снегурочка»
- 1953 «Волшебная птица»
- 1953 «Сестрица Алёнушка и братец Иванушка»
- 1954 «Царевна-Лягушка»
- 1954 «Два жадных медвежонка»
- 1955 «Упрямое тесто»
- 1956 «В яранге горит огонь»
- 1956 «Небесное создание»
- 1956 «Чудесный колодец»
- 1957 «Почему ушёл котёнок»
- 1958 «Мы за солнышком идём»